# Grönjery
Grönjery (Neomixis viridis) är en tätting i familjen cistikolor som enbart förekommer på Madagaskar.

## Utseende och läte
Grönjeryn är en mycket liten sångare med liten och vass näbb och kort stjärt. Ryggen är mattgrön, undersidan gråaktig. Benen är orangefärgade. Jämfört med andra arter i släktet är den mer dämpad i färgerna och mindre i storlek. Sången består av en lågmäld ljus serie med stigande toner.

## Utbredning och systematik
Grönjery delas in i två underarter:
- Neomixis viridis delacouri – förekommer i fuktiga höglandsskogar på nordöstra Madagaskar
- Neomixis viridis viridis – förekommer i fuktiga höglandsskogar på sydöstra Madagaskar

## Levnadssätt
Grönjery hittas i regnskog där den ofta slår följe med andra små fågelarter. Den undgår lätt upptäckt och avslöjar sig oftast av sången som avges från trädtaket.

## Status och hot
Arten har ett stort utbredningsområde, men tros minska i antal, dock inte tillräckligt kraftigt för att den ska betraktas som hotad. Internationella naturvårdsunionen IUCN listar arten som livskraftig (LC).